# Musée acadien du Québec
Pour les articles homonymes, voir Musée acadien.
Le musée acadien du Québec est un musée situé à Bonaventure, dans la région de la Gaspésie-Îles-de-la-Madeleine au Québec (Canada). Ce musée est un lieu d’histoire et d’ethnologie, relatant la vie fascinante des Acadiens du Québec.
Il compte une exposition permanente: Une Acadie québécoise et une exposition temporaire Maisons mémoire.